# Myotis daubentonii
El murciélago ribereño (Myotis daubentonii), cuyo nombre científico es en honor al naturalista francés Louis Jean Marie Daubenton, es un murciélago de tamaño mediano a pequeño con orejas cortas. Habita el área comprendida entre Gran Bretaña y Japón, y su número está creciendo muy rápidamente en varias zonas. 

## Descripción

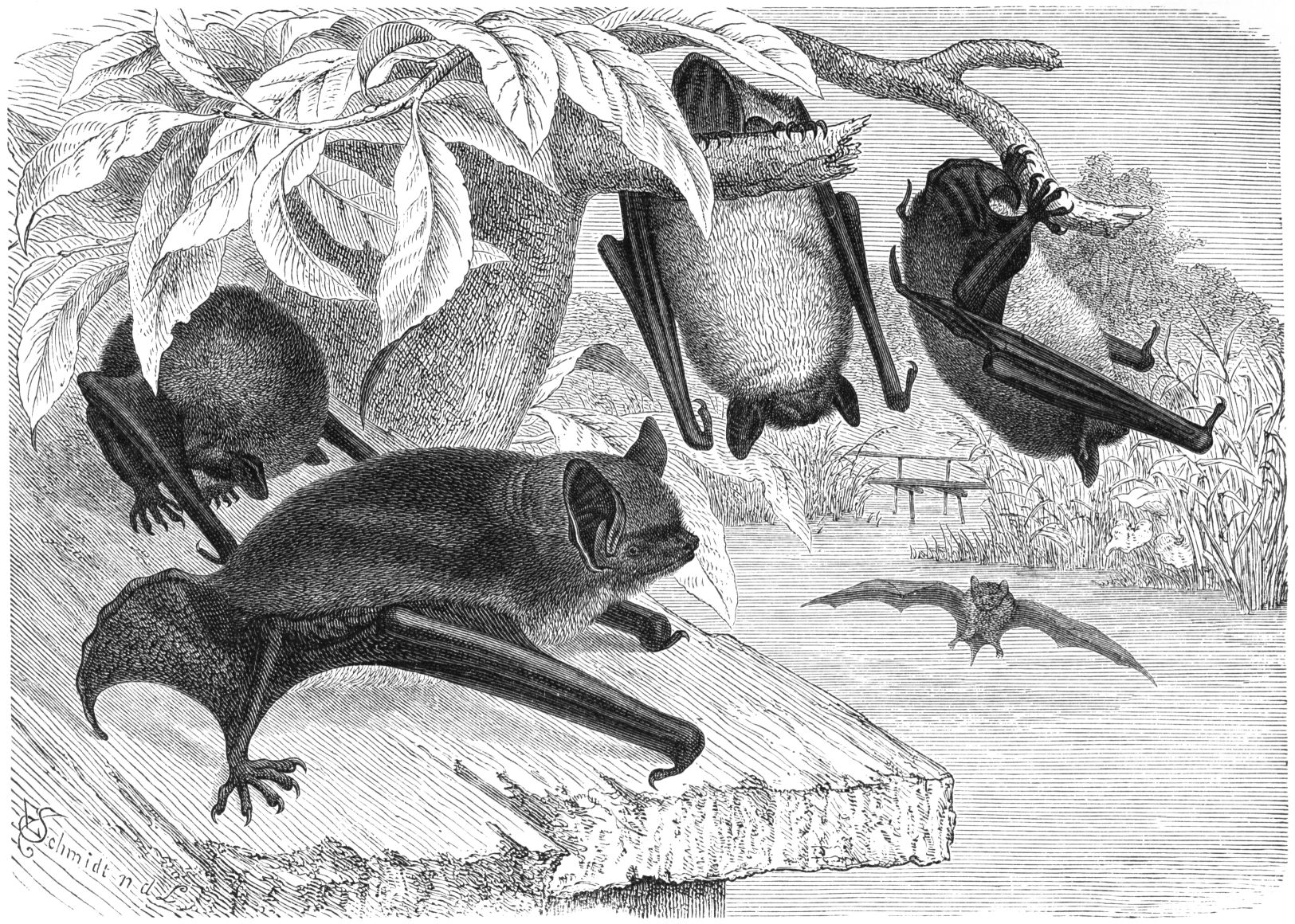
Gustav Mützel, para A. E. Brehm. 1927.

El murciélago ribereño es una especie de tamaño mediano a pequeño. Su pelaje es de un gris amarronado en el lomo y de gris plateado en el vientre. Los más jóvenes tienen el pelaje más oscuro que los adultos. Los murciélagos tienen la cara de un tono rosáceo, aunque el área alrededor de sus ojos es pelada. Cuando se agita, sus orejas forman ángulos rectos. Las membranas de la cola y las alas presentan una tonalidad marrón oscura. 
Este animal mide entre 45 a 55 milímetros de largo, con una longitud con sus alas abiertas que promedia 240 a 275 mm. Pesa entre siete y quince gramos.

## Esperanza de vida
Los murciélagos ribereños pueden vivir más de veintidós años.

## Distribución
Esta especie puede encontrarse a lo largo de Gran Bretaña, Europa y en países como Japón y Corea.  

## Hábitat
Habita los bosques y anida en lugares cercanos a fuentes de agua, como ríos o canales.
Las colonias de verano están formadas en cuevas subterráneas, túneles, sótanos, minas y puentes bajos. Estas colonias siempre están cerca del agua. Este murciélago también hiberna en los mismos lugares desde septiembre hasta finales de marzo o abril. 

## Caza y alimento
El murciélago ribereño es insectívoro, y utiliza la ecolocalización para hallar a sus presas y para orientarse durante la noche. Emiten sonidos demasiado altos para ser captados por los humanos para detectar e interpretar el eco creado para construir una "imagen auditiva" de sus alrededores. Este murciélago emite la ecolocalización en llamadas cuya frecuencia se encuentra entre 32 y 85 kHz, pese a que las típicas llamadas alcanzan 45 o 50 kHz y tienen una duración de 3.3 ms.
Los murciélagos abandonan sus nidos al atardecer y cazan insectos que habitan sobre el agua. Su dieta principal consiste en pequeñas moscas, polillas y mariposas nocturnas. Esta especie suele comer a su pieza cuando aún está en vuelo. Un murciélago ribereño de siete gramos de peso a menudo regresa a su nido con once gramos luego de sólo una hora afuera, aumentando de peso en un 57%.

## Reproducción
El apareamiento se lleva a cabo en otoño, y las crías nacen durante la primavera siguiente. Las hembras se reúnen en colonias de reproducción de cuarenta a ochenta individuos durante junio y julio. El murciélago ribereño es capaz de volar tres semanas después de su nacimiento y adquiere su independencia a las seis u ocho semanas de haber nacido.  

## Conservación
Todos los murciélagos de Gran Bretaña están protegidos por el Acta de Vida Salvaje y de Campo de 1981. Estos animales también están protegidos por las Regulaciones para la Conservación de 1994.
El murciélago ribereño es una especie en peligro de extinción en Alemania y Austria.